# Шанксвил (Пенсилванија)
Шанксвил (енгл. Shanksville) град је у америчкој савезној држави Пенсилванија.

## Демографија
По попису из 2010. године број становника је 237, што је 8 (-3,3%) становника мање него 2000. године.
| Група             | 2000.        | 2010.       |
| Белци             | 245 (100,0%) | 225 (94,9%) |
| Афроамериканци    | 0 (0,0%)     | 1 (0,4%)    |
| Азијати           | 0 (0,0%)     | 1 (0,4%)    |
| Хиспаноамериканци | 0 (0,0%)     | 1 (0,4%)    |
| Укупно            | 245          | 237         |